# Càmera panoràmica

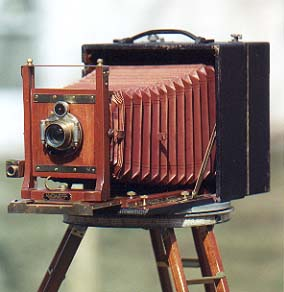
Cirkut camera

La càmera panoràmica és un tipus de càmera fotogràfica que obté una imatge continua del paisatge o motiu d'interès. Ho aconsegueix a través d'un mecanisme de rotació, o un tipus de pel·lícula o sensor allargat anomenats càmeres allargades.

## Història
La idea de crear contingut visual d'un ampli camp viusal és força antiga. De fet, la història de la investigació i experimentació envers la càmera panoràmica es remunta l'any 1789.
En aquell moment s'inicien diverses iniciatives, pictòriques i arquitectòniques, per a l'exposició d'aquest ampli format, un exemple són els ciclorames. La fotografia s'inventa l'any 1826 pel francès Joseph Nicéphore Nièpce i, immediatament prenen rellevància les obres contínues, de fotografies obtingudes amb càmeres ad hoc (Cirkut camera), que s'assemblaven una al costat de l'altre.

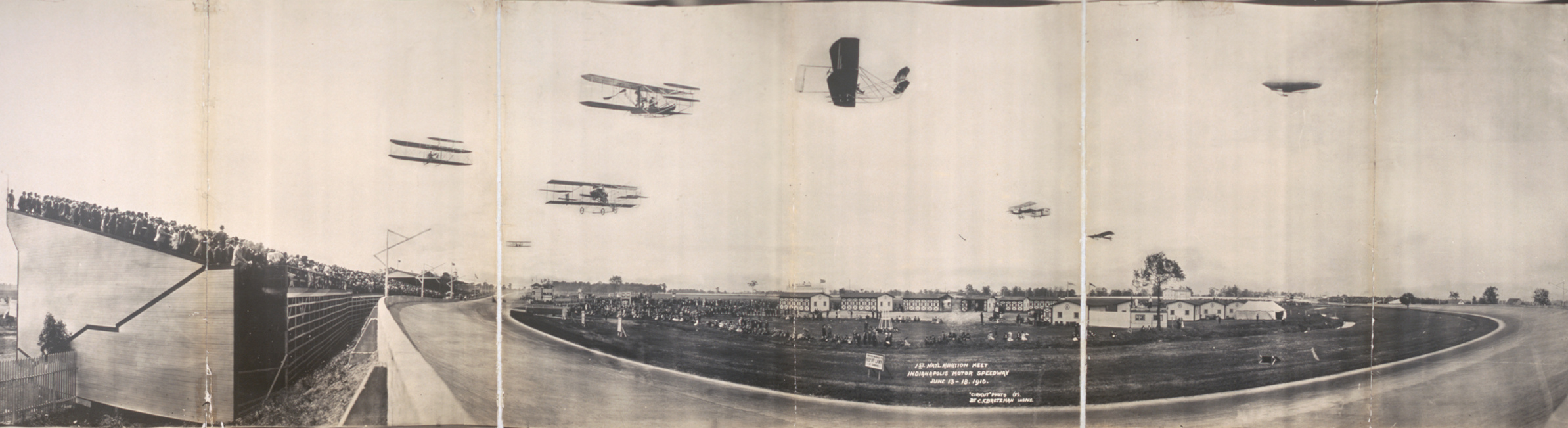
Meeting d'aviació, Indianapolis, 1910. 6 anys, 5 mesos i 29 dies EAE.

### Evolució
En les imatges panoràmiques, no només no és necessària la visualització dels 360 graus horitzontals, sinó que tampoc té gran rellevància o interès la obtenció de representació del zenit o del nadir, dos angles fotogràfics, que són de difícil obtenció i encara més complicat tractament.
Fins a finals del segle XX i inicis del XXI, no sorgiran aplicacions computacionals que permetin aquest tractament de la imatge, denominat "cosit d'imatges" o stitching. Aquest avanç, juntament amb el progrés quant a la realitat virtual, així com altres elements associats o semblants (cascs de realitat virtual, càmeres omnidireccionals...), propicia la popularització de les imatges panoràmiques completes. També les imatges omnioràmiques que permeten una visualització total d'una esfera, en 180 graus verticals, 90 graus ascendents, 90 graus descendents, i 360 graus horitzontals.
D'aquesta manera, tot omniorama és en efecte una panoràmica en el sentit horitzontal. Tot i això, no tota panoràmica, encara que comptin amb 360 graus horitzontals, pot anomenar-se omniorama, pel seu sentit de la verticalitat.

## Tècnica

Sistema omnidireccional

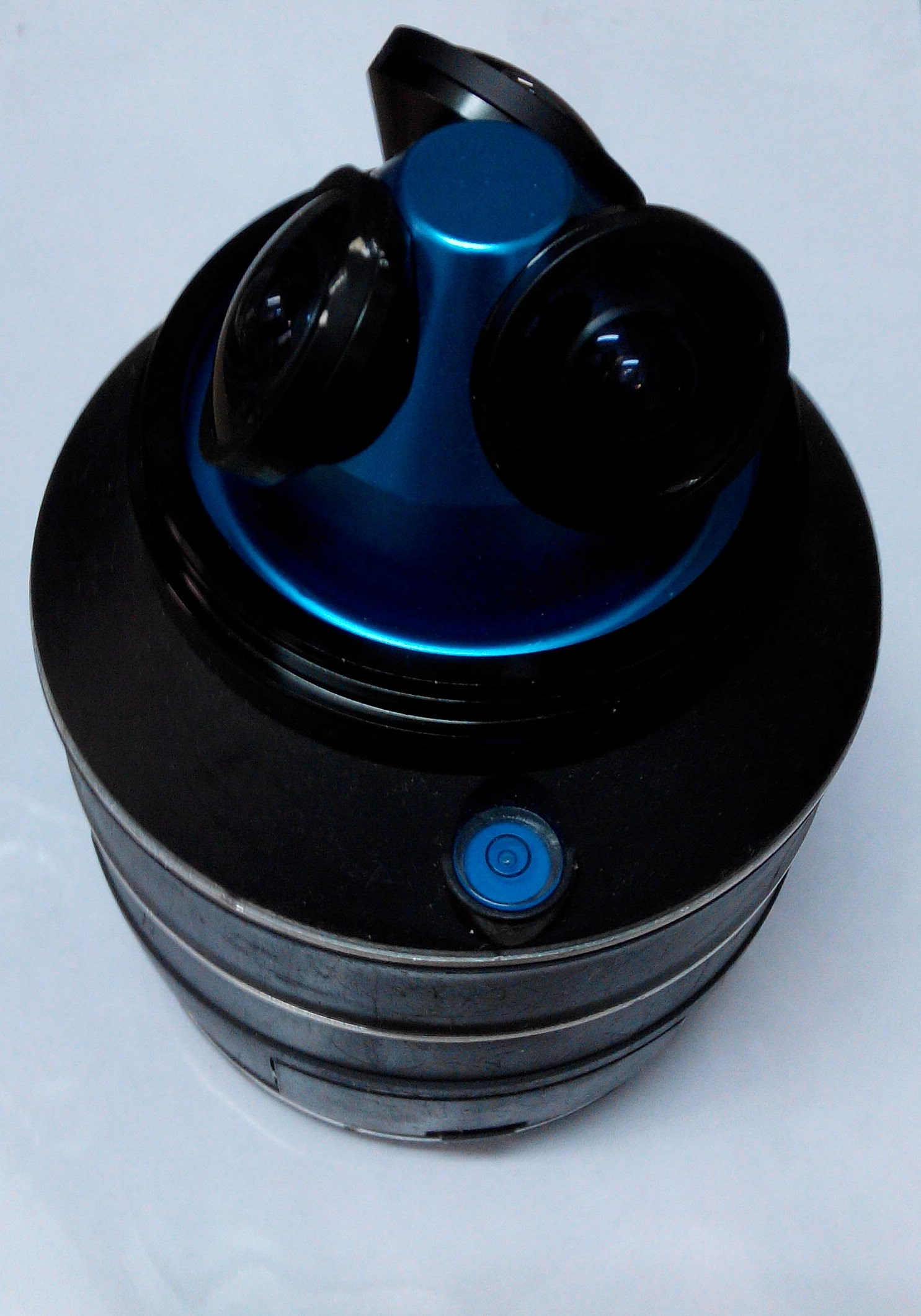
Cambra ominiorámica amb tres lents

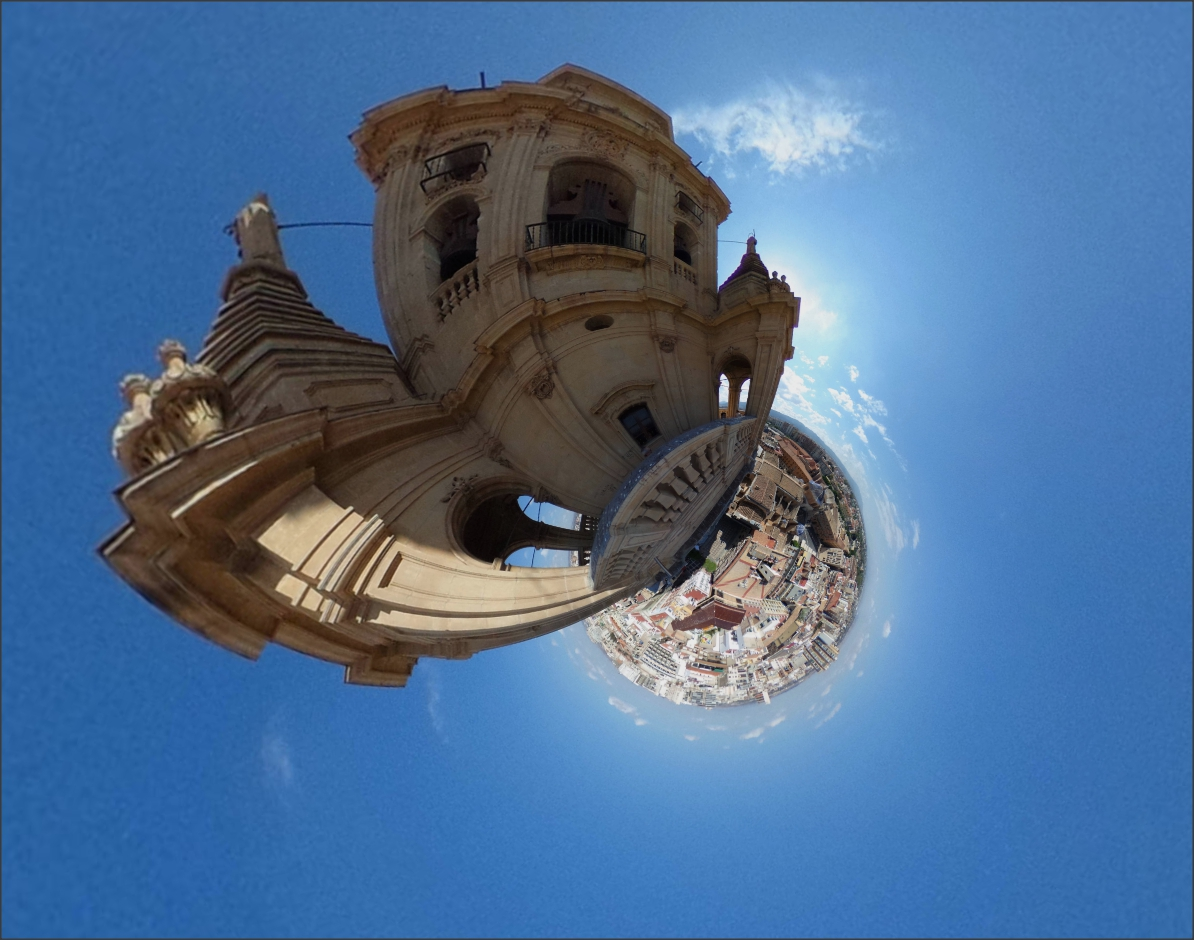
Panoràmica polarVisió omniorámica o d'entorn

Des de les primeres càmeres panoràmiques, del tipus Cirkut camera, hi ha una evolució cap a tipus de càmeres rotatòries, tant analògiques com digitals. Sorgeixen les càmeres allargades, com Hasselblad X.Pan, dels anys 90, que utilitza una pel·lícula de 35 mm i produeix uns negatius de 56 mm; la càmera Fuji GX617, que produeix negatius de 17cm d'amplada i captura 86 graus horitzontals; o la Seitz, que produeix imatges de 160 megapíxels.
Aquest tipus de càmeres s'utilitzen, generalment, per a fotògrafs professionals; a més a més d'existir pocs laboratoris amb la capacitat de revelar o produir còpies de negatius tan llargs.

### Sistema reflex
Progressivament, agafen rellevància aquelles càmeres reflex que, amb l'ajuda d'una ròtula panoràmica, i l'aplicació informàtica adequades, emprant la tècnica de "cosit d'imatges" o stitching, soón capaces de produir imatges panoràmiques i omnioràmiques.
No obstant això, no es tracta d'una càmera panoràmica en el seu sentit més estricte, sinó d'un sistema de trípode anivellador. Sobre aquest se situa un capçal, que permet la inserció d'una càmera, i que permet alhora una rotació en totes les direccions. De tal manera s'obté una sèrie d'imatges (sovint en gran nombre, depenent de l'angular utilitzat i altres factors) que un cop sotmeses al tractament, generen les panoràmiques o onioràmiques desitjades.

### Càmera omnidireccional
Una càmera que pot ser considerada com a panoràmica, és la càmera omnidireccional o omnioràmica. Sense la necessitat de rotació, la càmera omnioràmica obté la representació de la totalitat del seu camp visible des d'un punt de vista nodal. Una imatge amb 180 graus verticals i 360 d'horitzontals.
Aquesta càmera poden ser compostes per un únic suport, en el qual es troben altres elements, com ara els sistemes de gestió i processat, entre altres elements. També trobem, com a mínim, dos objectius assimilables, com "l'ull de peix", amb angulars extremadament amples. D'aquesta manera, en el moment de disparar es generen vàries imatges que cobreixen tota l'esfera del camp visual.
El producte d'aquestes càmeres, tant en processat intern directe com en postproducció, és una imatge en format de projecció rectangular o cilíndrica equidistant, de la qual poden derivar altres productes. Alguns exemples són: imatges panoràmiques, omnioràmiques, panoràmiques polars, retalls, seccions i altres variables, subjectes a l'activitat creativa.

### Sistemes cel·lulars
Els sistemes cel·lulars d'avui en dia, de telefonia mòbil, smartphones o telèfons intel·ligents, incorporen a poc a poc diversos recursos, basats en un software de "cosit d'imatges" i amb processador intern, que permeten l'obtenció d'imatges panoràmiques. Tot això en temps real, i realitzat per qualsevol persona, sense necessitat de grans coneixements ni postproducció.

D'aquesta manera, els telèfons intel·ligents o smartphones, esdevenen una càmera panoràmica amb capacitats en constant augment i millora; disponibles per a l'ús de qualsevol persona, amb una mínima inquietud per a la fotografia. 